# Троицкий собор Почаевской лавры
Свято-Троицкий собор (Собор Святой Троицы) — соборный храм Почаевской лавры. Построен в модернизированных формах новгородско-псковской архитектуры.

## История
До постройки Троицкого собора в монастыре уже существовал Троицкий храм, построенный в XVII веке на средства Феодора и Евы Домашевских, однако его снесли во время строительства Успенского собора в XVIII веке. Долгое время после этого Троицкая церковь размещалась в пристройке к братскому корпусу, где находилась типография.
В конце XIX века было предложено восстановить Троицкий храм в виде собора. Поэтому новый собор был заложен в 1899 году, но только в 1906 году по инициативе священноархимандрита лавры архиепископа Антония (Храповицкого) возобновились строительные работы. В результате собор был возведён в 1912 году по проекту архитектора Алексея Щусева по образцам новгородско-псковской архитектуры (также употребляют определения «в древнерусском стиле»). После постройки собор расписывал лаврский художник иеродиакон Дамаскин (Малюта). Но из-за Первой мировой войны был расписан только притвор, алтарь храма, частично южная и западная стены. В 1970-х годах местные иконописцы по эскизам художников Щербакова и Фролова завершили роспись храма. В 1990-е годы храм отреставрировали и позолотили купол.

## Архитектура. Интерьер

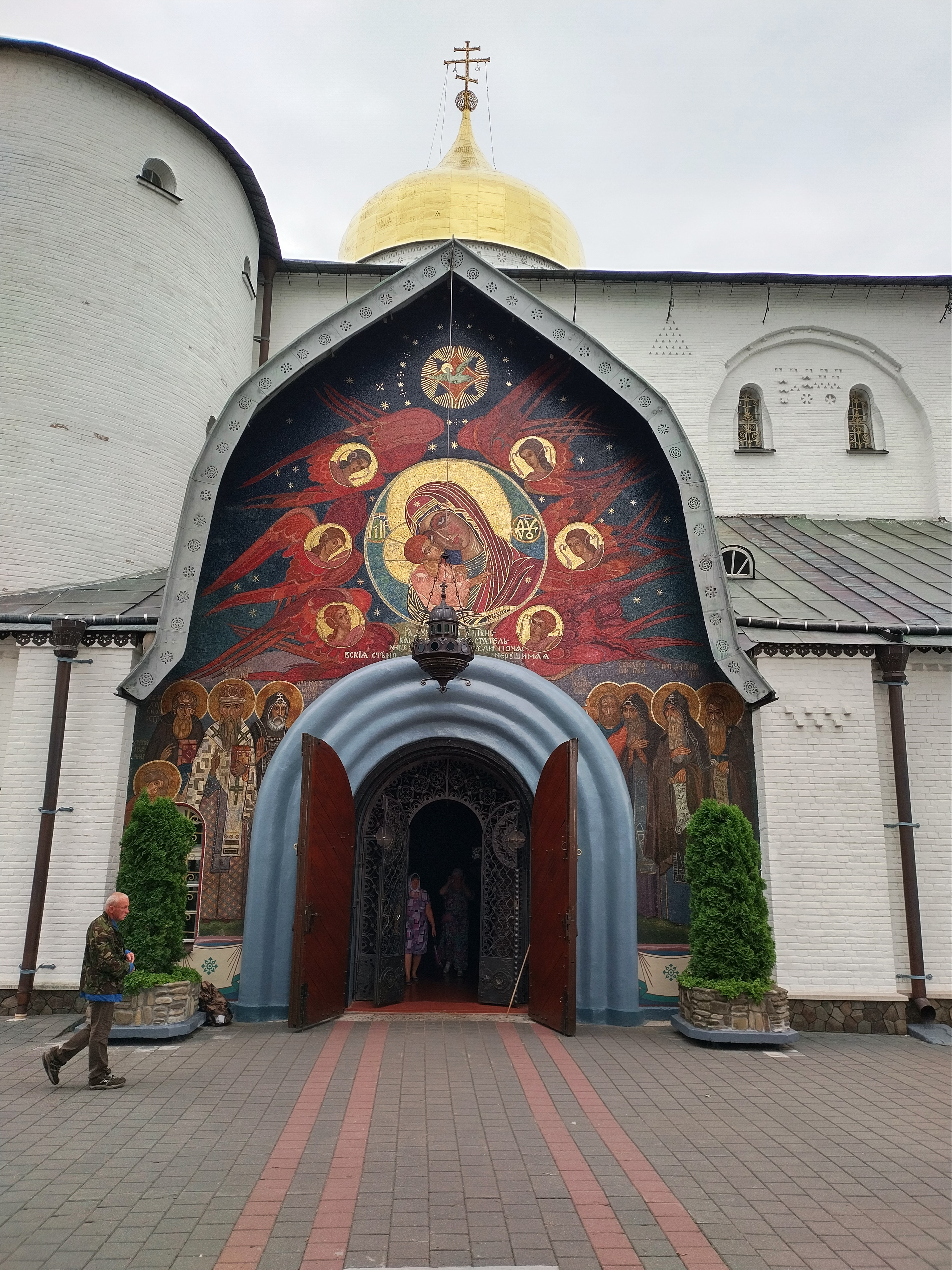
Боковой вход в собор

Троицкий собор трёхапсидного крестово-купольного типа. Его венчает шлемовидный купол, установленный на цилиндрическом барабане. К притвору с севера примыкает цилиндрическая башня, имеющая лестницу, которая ведёт на хоры. Мозаики порталов (по эскизам Алексея Щусева и Николая Рериха) оживляют сдержанный декор собора на западном и южном фасадах. Также, на Святых воротах находится мозаичная икона Спаса Нерукотворного с князьями, склонившимися перед образом. Западный вход собора украшен мозаичным изображением Почаевской иконы Божией Матери, вокруг которой ангелы в славе парят, а внизу благоговейно предстоящими Волынские святые. С северной стороны храм украшается изображением Новозаветной Троицы с Голгофой в центре. Тяжёлые и монолитные стены здания украшены мало (только таинственный орнамент, выложенный кирпичом на высоте хоров).